# Russisch-Türkischer Krieg (1686–1700)

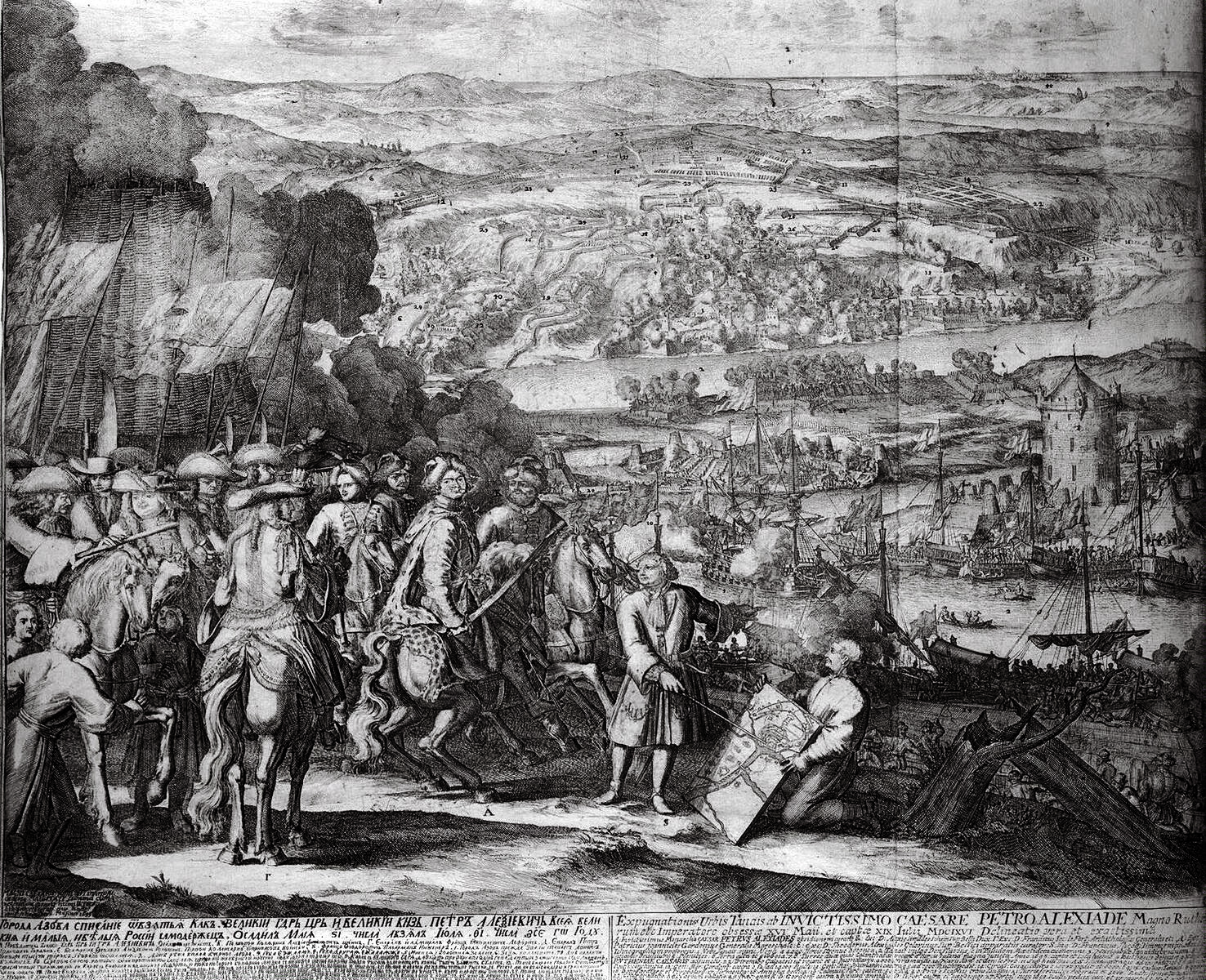
Die Eroberung von Asow, 1699, Zeichnung von Adriaan Schoonebeek

Der Russisch-Türkische Krieg (1686–1700) war Teil des als Großer Türkenkrieg bekannten Krieges verschiedener europäischer Staaten gegen das Osmanische Reich und fasst begrifflich die Kriegsanstrengungen Russlands zusammen. Dazu werden vier Feldzüge gerechnet.
Er ist ein früher Konflikt in einer langen Reihe russisch-türkischer Kriege.

## Vorgeschichte
Ende des 17. Jahrhunderts kämpfte das russische Reich um die strategisch bedeutenden Zugänge zur Ostsee und zum Schwarzen Meer. Mit Lösung dieser Aufgaben sollten günstige Bedingungen zur Entwicklung wirtschaftlicher Verbindungen Russlands mit anderen Ländern über Schifffahrtswege und die Sicherung des Staates gewährleistet werden. Bedroht wurden diese Interessen von den Krimtataren und dem Osmanischen Reich im Süden sowie den Schweden im Norden des Landes. Zar Peter der Große richtete seine Anstrengungen in dieser Periode auf die Lösung der Probleme an den südlichen Reichsgrenzen, da Russland 1686 mit Polen-Litauen, durch Abschluss des Vertrages des „Ewigen Friedens“, sowie mit Österreich und der Republik Venedig in der Heiligen Liga gegen die Türken verbunden war. Nachdem die Krimfeldzüge 1687/89 erfolglos geblieben waren, wurde als neues Ziel die osmanische Stadt Asow mit ihrer Festung gewählt.

## Der Krieg
Im Jahr 1687 begann der erste der beiden Krimfeldzüge gegen den osmanischen Vasallenstaat Krimkhanat. Er war ebenso erfolglos wie der zweite Zug im Jahr 1689.
In den Jahren 1695–96 folgten die Asowfeldzüge gegen das zum Osmanischen Reich gehörende Asow (Russisch: Азо́вские похо́ды). In der ersten erfolgreichen Schlacht seiner Regierungszeit eroberte Peter I. 1696 die Festung Asow.
Ein weiterer Kriegsschauplatz war der Unterlauf des Dnepr, wo die Russen und die Saporoger Kosaken mehrere osmanische Festungen besetzen und anschließend gegen osmanische Rückeroberungsversuche verteidigen konnten.

## Friedensschluss
Nachdem im Frieden von Karlowitz 1699 ein zweijähriger Waffenstillstand vereinbart wurde, beendete der Vertrag von Konstantinopel (1700) den Krieg und bestätigte die russische Eroberung von Asow, auch Taganrog fiel an Russland.

## Danach
Im größeren Zusammenhang des Großen Nordischen Krieges griff das Osmanische Reich 1710 im Russisch-Türkischen Krieg (1710–1711) wiederum Russland an und konnte die russischen Truppen unter Boris Petrowitsch Scheremetew am Fluss Pruth besiegen. Asow wurde gemäß dem Frieden vom Pruth 1711 an die Türken zurückgegeben und Taganrog weitgehend zerstört.
Erst 1769 – während des Russisch-Türkischen Krieges (1768–1774) – wurde Asow endgültig russisch und Taganrog wurde wieder aufgebaut.